# Оскар Альберто Піріс
Оскар Альберто Піріс або просто Оскар Піріс (ісп. Oscar Alberto Piris, нар. 6 червня 1989, Формоса, Аргентина) — аргентинський футболіст, центральний захисник клубу «Торке».

## Життєпис
Футбольну кар'єру розпочав у нижчолігових аргентинських клубах. З 2013 по 2016 рік виступав у «Сол-де-Амеріка» (Формоса), за який в чемпіонатах Аргентини відіграв 64 матчі та відзначився 8-а голами. З 2016 по 2018 рік виступав у «Мітре» (Сантьяго-дель-Естеро), у футболці якого провів 50 матчів та відзначився 1 голом.
На початку липня 2018 року з'явилася інформація про те, що «Мітре» та «Арсенал» домовилися про перехід Оскара до київського клубу, а в 20 липня гравця внесли до заявки клубу на сезон. Дебютував у новому клубі 22 липня 2018 року в програному (0:2) домашньому поєдинку 1-о туру УПЛ проти ФК «Львів». Піріс вийшов на поле в стартовому складі та відіграв увесь матч, а на 62-й хвилині отримав жовту картку.